# Zaragoza (Ópera)
Zaragoza es una Ópera en cuatro actos estrenada en el Teatro Principal de Zaragoza el 5 de junio de 1908. Cuenta con música de Arturo Lapuerta y libreto de Benito Pérez Galdós.

## Sinopsis
Se trata de una adaptación de Zaragoza, el Episodio Nacional de Galdós.